# الانتخابات النيابية والبلدية البحرينية 2018
الانتخابات النيابية والبلدية البحرينية 2018 أجريت في البحرين في 24 نوفمبر 2018 مع إقامة جولة ثانية في بعض الدوائر الانتخابية في 1 ديسمبر. اعتبر البعض أن الانتخابات خادعة وقد اتبعوا حملة قمع المعارضة التي تضمنت منع أعضاء جماعات المعارضة المنحلة من الترشح.

## النظام الانتخابي
في الانتخابات النيابية يتم انتخاب الأعضاء الأربعين في مجلس النواب البحريني من دوائر انتخابية ذات عضو واحد باستخدام نظام من جولتين موزعة على أربع محافظات وهي العاصمة (عشر دوائر) والمحرق (ثماني دوائر) والشمالية (اثنتا عشرة دائرة) والجنوبية (عشر دوائر). إذا لم يحصل أي مرشح على أغلبية الأصوات في الجولة الأولى (50% + 1) يتم عقد جولة ثانية. كان على المرشحين التقدم في الفترة ما بين 17 و 21 أكتوبر 2018 مع تسجيل 293 للمنافسة على 40 مقعد.
أما على مستوى الانتخابات البلدية فإنها اقتصرت على محافظات المحرق والشمالية والجنوبية حيث تم استبعاد محافظة العاصمة من الانتخابات البلدية بعد تحويلها إلى مجلس أمانة العاصمة وهي هيئة معينة من قبل الملك حمد بن عيسى آل خليفة وذلك على إثر احتجاجات 2011.

### الخريطة الانتخابية

#### محافظة العاصمة
| رقم الدائرة الانتخابية | المجمعات السكنية                                                                         |
| ---------------------- | ---------------------------------------------------------------------------------------- |
| 1                      | 307, 308, 309, 310, 317, 318, 319, 320, 321, 322, 323, 344, 346                          |
| 2                      | 301, 302, 303, 304, 305, 306, 311, 312, 313, 314, 315, 316, 351, 353, 354, 356, 357      |
| 3                      | 402, 404, 406, 408, 410, 412, 414, 422, 424, 426, 428, 430, 432, 434, 436, 438, 592      |
| 4                      | 324, 325, 326, 327, 333, 335, 336, 337, 338, 339, 340, 341, 342, 343, 373                |
| 5                      | 328, 329, 330, 331, 332, 334, 358, 359, 360, 361, 362, 363, 364                          |
| 6                      | 365, 366, 367, 368, 369, 405, 407, 411, 413, 419, 421, 423, 425, 701, 705, 707, 711, 713 |
| 7                      | 709, 721, 729, 733, 816                                                                  |
| 8                      | 380, 381, 382, 601, 602, 603, 604, 605, 606                                              |
| 9                      | 607, 608, 609, 611, 623, 624, 633, 634                                                   |
| 10                     | 625, 626, 644, 743, 745, 815                                                             |

#### محافظة المحرق
| رقم الدائرة الانتخابية | المجمعات السكنية                                                                                   |
| ---------------------- | -------------------------------------------------------------------------------------------------- |
| 1                      | 225, 226, 228, 229                                                                                 |
| 2                      | 203, 205, 206, 209, 221, 222                                                                       |
| 3                      | 202, 204, 208, 210, 223, 224, 227                                                                  |
| 4                      | 207, 211, 212, 213, 214, 215, 216, 217                                                             |
| 5                      | 251, 252, 253, 254, 255, 256, 257, 258, 263, 264, 265, 266, 269                                    |
| 6                      | 231, 232, 233, 234, 235, 236, 237                                                                  |
| 7                      | 240, 241, 242, 243, 244, 245, 246, 247, 248                                                        |
| 8                      | 101, 102, 103, 104, 105, 106, 107, 108, 109, 110, 111, 112, 113, 115, 116, 117, 118, 119, 121, 128 |

#### محافظة الشمالية
| رقم الدائرة الانتخابية | المجمعات السكنية |
| ---------------------- | --- |
| 1                      | 444, 450, 454, 456, 458, 460, 502, 504, 506, 508, 514, 518, 520, 522, 524, 526, 528, 530, 536                              |
| 2                      | 531, 537, 538, 539, 540, 541, 542, 543, 544, 580, 582, 583, 584, 586, 588, 590                                             |
| 3                      | 550, 552, 553, 555, 557, 559, 561, 565, 569, 587, 581, 585, 589, 591, 1001, 1002, 1003, 1004, 1006, 1009, 1010, 1089, 1095 |
| 4                      | 431, 433, 435, 439, 441, 447, 455, 457, 702, 704, 706, 708, 712, 714, 744                                                  |
| 5                      | 449, 453, 463, 465, 469, 471, 473, 475, 477, 479, 481, 505, 507, 509, 513, 515, 517, 521, 523, 525, 527, 529, 533          |
| 6                      | 730, 732, 734, 736, 738, 740, 742                                                                                          |
| 7                      | 545, 547, 549, 551, 571, 575, 577, 579, 752, 754, 756, 758, 760, 762, 1012, 1014, 1019, 1022                               |
| 8                      | 1016, 1203, 1204, 1206 |
| 9                      | 1205, 1207, 1209, 1210 |
| 10                     | 1208, 1212, 1214, 1218 |
| 11                     | 1046, 1211, 1213, 1215, 1216                                                                                               |
| 12                     | 1017, 1018, 1020, 1025, 1026, 1027, 1028, 1032, 1033, 1034, 1037, 1038, 1041, 1042, 1044                                   |

#### محافظة الجنوبية
| رقم الدائرة الانتخابية | المجمعات السكنية |
| ---------------------- | --- |
| 1                      | 718, 720, 801, 802, 803, 804, 805, 806, 807, 808, 810                                                                                                |
| 2                      | 809, 812, 813, 814, 840, 841 |
| 3                      | 922, 933, 934, 935, 937, 941 |
| 4                      | 643, 645, 646, 929, 931, 939 |
| 5                      | 901, 903, 905, 910, 925, 927 |
| 6                      | 913, 914, 915, 916, 917, 918, 919, 921, 923 |
| 7                      | 746, 748, 902, 904, 906, 908, 912, 920, 924, 926, 928, 930, 932                                                                                      |
| 8                      | 613, 614, 615, 616, 635, 636, 907, 909, 911, 942, 943, 945, 946, 948, 949, 950, 951, 952, 953, 954, 955, 957, 958, 959, 960, 965, 981, 982, 983, 985 |
| 9                      | 944, 947, 976, 986, 1048, 1051, 1052, 1054, 1055, 1056, 1057, 1058, 1061, 1062, 1063, 1064, 1067, 1068, 1069, 1070, 1099                             |
| 10                     | 961, 967, 971, 973, 987, 988, 989, 995, 997, 998, 999, 1101, 1102, 1103, 1104, 1106, 1107, 1108, 1110, 1111, 1112, 1113                              |

## الخلفية
سياسة البحرين تأخذ شكل الملكية الدستورية حيث الحاكم الوراثي الملك حمد بن عيسى آل خليفة يمارس سلطة كبيرة في سياق دستور عام 2002 ومجلس وطني نصف منتخب والآخر معين من قبله. تتكون التركيبة السكانية في البحرين من أقلية مسلمة سنية وأغلبية مسلمة شيعية مع بعض الأشخاص من الديانة المسيحية واليهودية.
قاطعت الانتخابات الأولى في عام 2002 الأحزاب السياسية الأكثر شعبية بما في ذلك جمعية الوفاق الوطني الإسلامية الشيعية وجمعية العمل الوطني الديمقراطي اليسارية. كان الاقبال على التصويت بلغ 53٪ حيث حصلت جمعية الأصالة الإسلامية السلفية على أغلب المقاعد بحصولها على 6 مقاعد من أصل 40 مقعد.
ألغت جمعية الوفاق مقاطعتها في الانتخابات القادمة في عام 2006 على الرغم من انفصال حركة حق التي استمرت في الدعوة إلى المقاطعة. زاد الإقبال على التصويت حيث بلغ 72٪ ونتج عنه فوز الوفاق بـ17 مقعد من أصل 40 مقعد والسلفيين والإخوان المسلمون عبر جميعتهما السياسيتين الأصالة وجمعية المنبر الوطني الإسلامي فازتا جميعا باثني عشر مقعد. ومع ذلك استمرت عم الملك خليفة بن سلمان آل خليفة رئيسا للوزراء مع اختيار ما يقارب من نصف مجلس الوزراء من عائلة آل خليفة الحاكمة.
شهدت انتخابات عام 2010 خسارة الإسلاميون السنة (السلفيين والإخوان المسلمين) أكثر مقاعدهم للمستقلين. حصلت جمعية الوفاق على 64% من الأصوات على الرغم من اعتقال الناطقين باسم المعارضة ومزاعم بتزوير الانتخابات. ومع ذلك فقد زادت مقاعد الوفاق إلى 18 مقعد بسبب حدود الدوائر الانتخابية غير متكافئة. بعد شهرين من نهاية الانتخابات بدأت ثورات الربيع العربي في تونس بينما بدأت في البحرين في فبراير 2011 باحتجاجات دوار اللؤلؤة. قامت قوات الأمن بابعاد المحتجين من دوار اللؤلؤة في مارس 2011. استقال جميع نواب جمعية الوفاق الثمانية عشر من مجلس النواب. فاز بالمقاعد الشاغرة المستقلين في الانتخابات التكميلية اللاحقة.
شهدت انتخابات عام 2014 خسارة أكبر للإسلاميين السنة (السلفيين والإخوان المسلمين) لصالح المستقلين. قررت جمعية الوفاق مقاطعة الانتخابات بسبب الأحداث التي مرت بها البلاد في عام 2011 وما نتج عنها لاحقا من التراجع عن العملية الديمقراطية حسب وجهة نظرهم. دخل بعض الأشخاص سباق الترشح في ثوب المستقل ولكن تبين لاحقا أنهم مدعومين سرا من قبل بعض الجمعيات السياسية كأنس بوهندي ونبيل البلوشي ومحمد الأحمد الذين ترشحوا كمستقلين ولكنهم كانوا مدعومين سرا من جمعية الأصالة الإسلامية السلفية وعبد الحميد النجار الذي ترشح أيضا كمستقل لكن دعُم سرا من جمعية المنبر الوطني الإسلامي (الإخوان المسلمون).
شهد الفصل التشريعي الرابع لمجلس النواب (2014 - 2018) أسوأ أداء لأعضاء مجلس النواب بوقوفهم في صف الملك وحكومته ضد المواطنين بالموافقة على عدة قرارات مجحفة من بينها رفع الدعم عن المحروقات واللحوم والكهرباء وعدم محاسبة الوزراء على السرقات المالية المذكورة في ديوان الرقابة المالية الذي ينشر سنويا وزيادة رسوم السجلات التجارية وفتح سوق العمل للأجانب على حساب المواطنين وعدم حضور الجلسات الأسبوعية مما كان يؤدي إلى تعليقها وقيام الحكومة بأخذ ديون تجاوزت حاجز العشرة مليارات دولار وسقوط قيمة الدينار البحريني لولا قيام أعضاء من مجلس التعاون الخليجي (السعودية والإمارات والكويت) بدعم الحكومة ماليا والتجنيس لأسباب سياسية لتغيير الديموغرافية وقرب إفلاس صندوق تقاعد موظفي القطاع العام وعدم وجود الأدوية في المستشفيات والمراكز الصحية الحكومية  والشهادات الجامعية المزورة وغير المعتمدة والتوزيع الطائفي للوحدات السكنية بتخصيص الوحدات السكنية مدينة شرق سترة ومدينة سلمان للشيعة وتخصيص الوحدات السكنية في مدينة شرق الحد ومدينة الرملي للسنة. والتضييق على حرية التعبير بحل أكبر جمعيتين سياسيتين ذوات شعبية وهما جمعية الوفاق الوطني الإسلامية الشيعية وجمعية العمل الوطني الديمقراطي اليسارية وإغلاق صحيفة الوسط وتصريحات الوزراء المسيئة للمواطنين كتصريح وزير التجارة والصناعة والسياحة زايد الزياني ورئيس (بدرجة وزير) ديوان الخدمة المدنية أحمد الزايد وآخرها كان اقرار ضريبة القيمة المضافة في أكتوبر 2018 مما أدى إلى سخط حتى من قبل الأشخاص والجهات المعروفين بموالاتهم للنظام الحاكم والإصرار على اسقاطهم في الانتخابات التالية.

## الحملة
سجل 288 مرشحا للانتخابات النيابية للفوز بأربعين مقعد في مجلس النواب بما في ذلك 40 امرأة (13.8%). مثل 36 مرشح فقط الجمعيات السياسية بينما الباقون كانوا مستقلين. نتيجة لعزوف المواطنين عن إعطاء صوتهم لممثل جمعية سياسية فقد ارتأت هذه الجمعيات السياسية إلى دعم بعض المترشحين في الخفاء. من أبرز أسباب التقدم للترشح هو الراتب السنوي البالغ 57000 دينار بحريني (حوالي 150 ألف دولار أمريكي) وجواز سفر دبلوماسي وسيارة لا يقل سعرها عن 20000 ألف دينار بالإضافة إلى السفرات المتعددة للخارج والعطلة السنوية بين دوري التشريع والتي تبلغ خمسة أشهر.
لم تشارك جمعية الوفاق الوطني الإسلامية الشيعية وجمعية العمل الوطني الديمقراطي اليسارية وجمعية العمل الإسلامي الشيعية لحلهم سابقا ومنع أعضائهم من الترشح إما بالانضمام إلى جمعية سياسية أخرى أو كمستقلين. بينما شاركت جمعية الأصالة الإسلامية (سلفية) وجمعية الإرادة والتغيير (ليبرالية) وجمعية التجمع القومي الديمقراطي (بعثية) وجمعية التجمع الوطني الديمقراطي (قومية عربية) وجمعية الحوار الوطني (قبلية) وجمعية الرابطة الإسلامية (شيعية) وجمعية الصف الإسلامي (سنية) وجمعية الفكر الوطني الحر (ليبرالية) وجمعية المنبر الديمقراطي التقدمي (شيوعية) وجمعية المنبر الوطني الإسلامي (الإخوان المسلمون) وجمعية الوسط العربي الإسلامي (ناصرية) وجمعية تجمع الوحدة الوطنية (سنية) وجمعية حركة العدالة الوطنية (قومية علمانية) وجمعية ميثاق العمل الوطني (ليبرالية) وجمعية التجمع الوطني الدستوري (وسطية).
شهدت الانتخابات بروز إعلانات لمدّربين «كوتش» لتقديم دورات تدريبية في المجالات التي يعتقدون أنها مفيدة للمترشحين في أدائهم الانتخابي لإقناع الناخبين أو لمستقبلهم المهني في حال فوزهم في الانتخابات. وجاء هذا الأمر نتيجة للأداء المتدني السمتوى لأعضاء مجلس النواب السابق الذي جلب سخط المواطنين عليهم.

## النتائج
تسع دوائر انتخابية من أصل أربعين حسمت من خلال الجولة الأولى بينما حسمت واحد وثلاثين دائرة في الجولة الثانية. وفقاً للحكومة بلغ عدد المشاركين في الجولة الأولى 67٪ أي بزيادة من 53٪ في انتخابات 2014. ومع ذلك ادعت المعارضة أن نسبة المشاركة الحقيقية للناخبين لم تتجاوز 28٪ - 30٪.
خسر جميع مرشحي جمعية المنبر الوطني الإسلامية (الإخوان المسلمون) في الانتخابات للمرة الأولى منذ عودة الحيادة الدستورية للبحرين في عام 2002. مما دعا الأمين العام للجمعية علي أحمد إلى إصدار بيان ذكر فيه: «(...) قررت الأمانة العامة تشكيل لجنة لدراسة نتائج الانتخابات وجميع الظروف والملابسات المحيطة بها وأسباب الخسارة من أجل رفع تقرير بالنتائج والتوصيات إلى إدارة المنبر التي من المقرر انتخابها في مارس المقبل لاتخاذ ما يلزم من قرارات بشأنها. (...) البرلمان بالنسبة لنا ليس غاية بل هو وسيلة من وسائل كثيرة سنواصل العمل من خلالها ملتزمين بطريق الحق والعدل وحب الخير لمملكتنا الحبيبة وشعبنا الكريم (...)». بينما ذكر موقع مرآة البحرين الشيعي المعارض أن الإمارات طلبت من ملك البحرين عدم فوز أي مرشحي الجمعية بسبب الخلاف السياسي بين حكومة الإمارات والإخوان المسلمون في الإمارات وقيام أحد المترشحين الذي ينتمي إلى جمعية المنبر الوطني الإسلامية أنس بومطيع بالتغريد على حسابه في تويتر بانتقاد سياسة حكومة الإمارات في التعامل مع الإخوان المسلمون في الإمارات وأيضا على استضافة النظام الإماراتي لرئيس الوزراء المصري السابق أحمد شفيق في عام 2012.
فوز جمعية تجمع الوحدة الوطنية لأول مرة بمقعد في مجلس النواب. علما بأن الجمعية سبق لها الوقوف في خندق واحد مع الملك حمد وعائلته في مواجهة احتجاجات عام 2011.
لم يستطع من النواب السابقين في انتخابات 2014 النجاح مجددا في الانتخابات حالية سوى ثلاث نواب وهم عادل العسومي وعيسى الكوهجي وغازي آل رحمة وذلك بسبب سخط المواطنين على أداء النواب السابقين في الفترة من 2014 إلى 2018.
فازت ست نساء بعضوية مجلس النواب وهو العدد الأكبر منذ عام 2002 حسب الجدول التالي:
| العام | عدد الرجال | النسبة | عدد النساء | النسبة |
| ----- | ---------- | ------ | ---------- | ------ |
| 2002  | 40         | 100 %  | 0          | 0 %    |
| 2006  | 39         | 97.5 % | 1          | 2.5 %  |
| 2010  | 36         | 90 %   | 4          | 10 %   |
| 2014  | 37         | 92.5 % | 3          | 7.5 %  |
| 2018  | 34         | 85 %   | 6          | 15 %   |

على الرغم من مقاطعة الشيعة الواسعة للانتخابات على إثر احتجاجات عام 2011 إلا أن النتائج أثبتت فوز ستة عشر شيعي بعضوية مجلس النواب أي بنسبة 40% في مقابل فوز أربعة وعشرين سني بالمقاعد المتبقية (60%) بينما لم يترشح من الأساس أي بحريني ينتمي للديانة المسيحية أو اليهودية أو الهندوسية.
حدثت سابقتان تحدث للمرة الأولى وهي السابقة الأولى هو أن عمار قمبر أول شخص يخلف والده سامي قمبر في الدائرة ومجلس النواب حيث سبق لوالده قمبر الأب أن كان نائب في مجلس النواب من 2006 إلى 2010 بينما السابقة الثانية وهي أن يفوز الابن علي النعيمي بمقعد في مجلس النواب بينما لا يزال والده ماجد النعيمي يحمل حقيبة التربية والتعليم الوزارية.
أُنتخبت النائبة المستقلة علنا فوزية زينل والمدعومة سرا من قبل الديوان الملكي والمجلس الأعلى للمرأة لمنصب رئيسة مجلس النواب في التصويت الذي جرى في 12 ديسمبر 2018 حيث حصلت على 25 صوت مقابل 13 صوت لعادل العسومي وصوتين اثنين لعيسى الكوهجي. وبذلك تصبح زينل أول امرأة تتولى رئاسة مجلس النواب في البحرين. بينما حصل عبد النبي سلمان من جمعية المنبر الديمقراطي التقدمي الشيوعية على منصب النائب الأول بالتصويت وعلي زايد من جمعية الأصالة الإسلامية السلفية على منصب النائب الثاني بالتزكية.

## نتائج الانتخابات النيابية

### محافظة العاصمة
| الاسم          | عدد الأصوات الجولة الأولى | النسبة المئوية الجولة الأولى | عدد الأصوات الجولة الثانية | النسبة المئوية الجولة الثانية |
| -------------- | ------------------------- | ---------------------------- | -------------------------- | ----------------------------- |
| عادل العسومي   | 3182                      | 75.21%                       |                            |                               |
| خالد صليبيخ    | 955                       | 22.57%                       |                            |                               |
| مراد علي       | 94                        | 2.22%                        |                            |                               |
| عبد الله جناحي | منسحب                     |                              |                            |                               |

| الاسم              | عدد الأصوات الجولة الأولى | النسبة المئوية الجولة الأولى | عدد الأصوات الجولة الثانية | النسبة المئوية الجولة الثانية |
| ------------------ | ------------------------- | ---------------------------- | -------------------------- | ----------------------------- |
| سوسن كمال          | 1585                      | 48.25%                       | 1894                       | 70.62%                        |
| فيصل بن رجب        | 697                       | 21.22%                       | 788                        | 29.38%                        |
| ابتسام هجرس        | 396                       | 12.05%                       |                            |                               |
| علاء الدين أبو علي | 291                       | 8.86%                        |                            |                               |
| علي علوي           | 197                       | 6.00%                        |                            |                               |
| أحمد الحواج        | 119                       | 3.62%                        |                            |                               |

| الاسم          | عدد الأصوات الجولة الأولى | النسبة المئوية الجولة الأولى | عدد الأصوات الجولة الثانية | النسبة المئوية الجولة الثانية |
| -------------- | ------------------------- | ---------------------------- | -------------------------- | ----------------------------- |
| ممدوح عباس     | 563                       | 20.26%                       | 906                        | 52.19%                        |
| مهدي شرار      | 439                       | 15.80%                       | 830                        | 47.81%                        |
| عادل حميد      | 408                       | 14.68%                       |                            |                               |
| عادل مرهون     | 240                       | 8.64%                        |                            |                               |
| عبد الهادي علي | 223                       | 8.02%                        |                            |                               |
| فاطمة المدوب   | 210                       | 7.56%                        |                            |                               |
| حمد القاسمي    | 180                       | 6.48%                        |                            |                               |
| علي سمير       | 116                       | 4.17%                        |                            |                               |
| محمد العرادي   | 97                        | 3.49%                        |                            |                               |
| حسين محمد      | 95                        | 3.42%                        |                            |                               |
| حسين رضي       | 74                        | 2.66%                        |                            |                               |
| عصام البحراني  | 59                        | 2.12%                        |                            |                               |
| أحمد علي       | 30                        | 1.08%                        |                            |                               |
| محمد الحايكي   | 25                        | 0.9%                         |                            |                               |
| عمار المحاري   | 20                        | 0.72%                        |                            |                               |

| الاسم              | عدد الأصوات الجولة الأولى | النسبة المئوية الجولة الأولى | عدد الأصوات الجولة الثانية | النسبة المئوية الجولة الثانية |
| ------------------ | ------------------------- | ---------------------------- | -------------------------- | ----------------------------- |
| عمار البناي        | 2068                      | 48.05%                       | 2490                       | 66.31%                        |
| عبد الرحمن بو مجيد | 1383                      | 32.13%                       | 1265                       | 33.69%                        |
| حسن بوخماس         | 853                       | 19.82%                       |                            |                               |

| الاسم            | عدد الأصوات الجولة الأولى | النسبة المئوية الجولة الأولى | عدد الأصوات الجولة الثانية | النسبة المئوية الجولة الثانية |
| ---------------- | ------------------------- | ---------------------------- | -------------------------- | ----------------------------- |
| أحمد السلوم      | 1364                      | 42.64%                       | 1891                       | 69.17%                        |
| ناصر القصير      | 883                       | 30.83%                       | 843                        | 30.83%                        |
| دنيا فخراوي      | 376                       | 11.75%                       |                            |                               |
| فاطمة جواد       | 303                       | 9.47%                        |                            |                               |
| رشاد عز الدين    | 98                        | 3.06%                        |                            |                               |
| عبد الأمير حسن   | 90                        | 2.81%                        |                            |                               |
| السيد محمد قاهري | 63                        | 1.97%                        |                            |                               |
| هاني محمد        | 22                        | 0.69%                        |                            |                               |

| الاسم             | عدد الأصوات الجولة الأولى | النسبة المئوية الجولة الأولى | عدد الأصوات الجولة الثانية | النسبة المئوية الجولة الثانية |
| ----------------- | ------------------------- | ---------------------------- | -------------------------- | ----------------------------- |
| معصومة عبد الرحيم | 1332                      | 26.09%                       | 2137                       | 54.20%                        |
| علي العطيش        | 1165                      | 22.82%                       | 1806                       | 45.80%                        |
| نادية أحمد        | 607                       | 11.89%                       |                            |                               |
| السيد محمد شبر    | 577                       | 11.30%                       |                            |                               |
| كامل ميرزا        | 504                       | 9.87%                        |                            |                               |
| فاضل عباس         | 283                       | 5.54%                        |                            |                               |
| عبد الله أحمد     | 207                       | 4.05%                        |                            |                               |
| عابدين تاجيك      | 203                       | 3.98%                        |                            |                               |
| إحسان الفرج       | 162                       | 3.17%                        |                            |                               |
| علي كمالي         | 65                        | 1.27%                        |                            |                               |

| الاسم           | عدد الأصوات الجولة الأولى | النسبة المئوية الجولة الأولى | عدد الأصوات الجولة الثانية | النسبة المئوية الجولة الثانية |
| --------------- | ------------------------- | ---------------------------- | -------------------------- | ----------------------------- |
| زينب عبد الأمير | 2945                      | 49.20%                       | 3092                       | 65.29%                        |
| عفاف الموسوي    | 1016                      | 16.97%                       | 1644                       | 34.71%                        |
| عبد العزيز مراد | 899                       | 15.02%                       |                            |                               |
| طلال القناص     | 610                       | 10.19%                       |                            |                               |
| فؤاد الرويعي    | 312                       | 5.21%                        |                            |                               |
| رياض كويتان     | 204                       | 3.41%                        |                            |                               |

| الاسم            | عدد الأصوات الجولة الأولى | النسبة المئوية الجولة الأولى | عدد الأصوات الجولة الثانية | النسبة المئوية الجولة الثانية |
| ---------------- | ------------------------- | ---------------------------- | -------------------------- | ----------------------------- |
| فاضل السواد      | 875                       | 39.83%                       | 1085                       | 62.94%                        |
| السيد محمد عاشور | 494                       | 22.49%                       | 639                        | 37.06%                        |
| مجيد العصفور     | 466                       | 21.21%                       |                            |                               |
| زهراء ربيعي      | 211                       | 9.60%                        |                            |                               |
| حسن الصددي       | 151                       | 6.87%                        |                            |                               |

| الاسم           | عدد الأصوات الجولة الأولى | النسبة المئوية الجولة الأولى | عدد الأصوات الجولة الثانية | النسبة المئوية الجولة الثانية |
| --------------- | ------------------------- | ---------------------------- | -------------------------- | ----------------------------- |
| عمار آل عباس    | 1415                      | 48.83%                       | 1769                       | 74.20%                        |
| زهرة حرم        | 604                       | 20.84%                       | 615                        | 25.80%                        |
| إبراهيم العصفور | 539                       | 18.60%                       |                            |                               |
| إبراهيم مطر     | 253                       | 8.73%                        |                            |                               |
| محمد ميلاد      | 87                        | 3.00%                        |                            |                               |

| الاسم            | عدد الأصوات الجولة الأولى | النسبة المئوية الجولة الأولى | عدد الأصوات الجولة الثانية | النسبة المئوية الجولة الثانية |
| ---------------- | ------------------------- | ---------------------------- | -------------------------- | ----------------------------- |
| علي إسحاقي       | 2689                      | 38.95%                       | 3279                       | 55.93%                        |
| إيمان شويطر      | 1731                      | 25.07%                       | 2584                       | 44.07%                        |
| حسن تقي          | 1212                      | 17.56%                       |                            |                               |
| عبد الله الحمادي | 781                       | 11.31%                       |                            |                               |
| خالد العيد       | 366                       | 5.30%                        |                            |                               |
| طارق مهنا        | 96                        | 1.39%                        |                            |                               |
| لؤي أبوبرس       | 29                        | 0.42%                        |                            |                               |

### محافظة المحرق
| الاسم        | عدد الأصوات الجولة الأولى | النسبة المئوية الجولة الأولى | عدد الأصوات الجولة الثانية | النسبة المئوية الجولة الثانية |
| ------------ | ------------------------- | ---------------------------- | -------------------------- | ----------------------------- |
| حمد الكوهجي  | 3804                      | 46.23%                       | 4171                       | 53.86                         |
| محمد الحسيني | 2385                      | 28.99%                       | 3573                       | 46.14%                        |
| محمد المطوع  | 1556                      | 18.91%                       |                            |                               |
| علي بوفرسن   | 324                       | 3.94%                        |                            |                               |
| عيسى الحسن   | 159                       | 1.93%                        |                            |                               |

| الاسم               | عدد الأصوات الجولة الأولى | النسبة المئوية الجولة الأولى | عدد الأصوات الجولة الثانية | النسبة المئوية الجولة الثانية |
| ------------------- | ------------------------- | ---------------------------- | -------------------------- | ----------------------------- |
| إبراهيم النفيعي     | 1458                      | 23.89%                       | 2932                       | 53.28%                        |
| إبراهيم الحمادي     | 1212                      | 19.86%                       | 2571                       | 46.72%                        |
| محمد النمر          | 957                       | 15.68%                       |                            |                               |
| محمد آل سنان        | 737                       | 12.08%                       |                            |                               |
| صالح النعيمي        | 626                       | 10.26%                       |                            |                               |
| هدى آل محمود        | 390                       | 6.39%                        |                            |                               |
| بشار فخرو           | 330                       | 5.41%                        |                            |                               |
| ليلى المحميد        | 211                       | 3.46%                        |                            |                               |
| عبد الرحمن بن زيمان | 182                       | 2.98%                        |                            |                               |

| الاسم        | عدد الأصوات الجولة الأولى | النسبة المئوية الجولة الأولى | عدد الأصوات الجولة الثانية | النسبة المئوية الجولة الثانية |
| ------------ | ------------------------- | ---------------------------- | -------------------------- | ----------------------------- |
| محمد عيسى    | 2217                      | 38.54%                       | 3096                       | 58.64%                        |
| محمد العليوي | 1545                      | 26.86%                       | 2184                       | 41.36%                        |
| حمد آل سنان  | 977                       | 16.99%                       |                            |                               |
| لبنى الحسن   | 381                       | 6.62%                        |                            |                               |
| أحمد الكويتي | 342                       | 5.95%                        |                            |                               |
| عيسى مسيفر   | 290                       | 5.04%                        |                            |                               |

| الاسم        | عدد الأصوات الجولة الأولى | النسبة المئوية الجولة الأولى | عدد الأصوات الجولة الثانية | النسبة المئوية الجولة الثانية |
| ------------ | ------------------------- | ---------------------------- | -------------------------- | ----------------------------- |
| عيسى الكوهجي | 3531                      | 57.41%                       |                            |                               |
| هشام العوضي  | 2275                      | 36.99%                       |                            |                               |
| محمد خيامي   | 344                       | 5.59%                        |                            |                               |

| الاسم          | عدد الأصوات الجولة الأولى | النسبة المئوية الجولة الأولى | عدد الأصوات الجولة الثانية | النسبة المئوية الجولة الثانية |
| -------------- | ------------------------- | ---------------------------- | -------------------------- | ----------------------------- |
| خالد بوعنق     | 1962                      | 21.55%                       | 4917                       | 59.49%                        |
| محمود المحمود  | 2008                      | 22.06%                       | 3348                       | 40.51%                        |
| سعد محبوب      | 926                       | 10.17%                       |                            |                               |
| إبراهيم بوجيري | 912                       | 10.02%                       |                            |                               |
| نورة الخاطر    | 912                       | 10.02%                       |                            |                               |
| هنادي الجودر   | 738                       | 8.11%                        |                            |                               |
| محمد الفرج     | 513                       | 5.63%                        |                            |                               |
| محمد الجودر    | 492                       | 5.40%                        |                            |                               |
| أحمد يوسف      | 317                       | 3.48%                        |                            |                               |
| أحمد العباسي   | 253                       | 2.78%                        |                            |                               |
| نواف أحمد      | 71                        | 0.78%                        |                            |                               |

| الاسم         | عدد الأصوات الجولة الأولى | النسبة المئوية الجولة الأولى | عدد الأصوات الجولة الثانية | النسبة المئوية الجولة الثانية |
| ------------- | ------------------------- | ---------------------------- | -------------------------- | ----------------------------- |
| هشام العشيري  | 1556                      | 59.12%                       |                            |                               |
| تغريد علي     | 566                       | 21.50%                       |                            |                               |
| أزهار علي     | 204                       | 7.75%                        |                            |                               |
| أنس عتيق      | 161                       | 6.12%                        |                            |                               |
| حسن السماهيجي | 145                       | 5.51%                        |                            |                               |

| الاسم            | عدد الأصوات الجولة الأولى | النسبة المئوية الجولة الأولى | عدد الأصوات الجولة الثانية | النسبة المئوية الجولة الثانية |
| ---------------- | ------------------------- | ---------------------------- | -------------------------- | ----------------------------- |
| عمار قمبر        | 3593                      | 31.45%                       | 7317                       | 71.31%                        |
| يوسف عبد الغفار  | 2800                      | 24.51%                       | 2944                       | 28.69%                        |
| علي المقلة       | 1400                      | 12.25%                       |                            |                               |
| صباح الدوسري     | 1158                      | 10.14%                       |                            |                               |
| عبد الله البستكي | 1016                      | 8.89%                        |                            |                               |
| راشد البنزايد    | 384                       | 3.36%                        |                            |                               |
| سليمة العرادي    | 298                       | 2.61%                        |                            |                               |
| حسن إسماعيل      | 268                       | 2.35%                        |                            |                               |
| راشد عبد الرحمن  | 218                       | 1.91%                        |                            |                               |
| نجيب أحمد        | 168                       | 1.47%                        |                            |                               |
| علي الأنصاري     | 122                       | 1.07%                        |                            |                               |

| الاسم            | عدد الأصوات الجولة الأولى | النسبة المئوية الجولة الأولى | عدد الأصوات الجولة الثانية | النسبة المئوية الجولة الثانية |
| ---------------- | ------------------------- | ---------------------------- | -------------------------- | ----------------------------- |
| يوسف الذوادي     | 3023                      | 30.67%                       | 5246                       | 58.44%                        |
| عبد الرحمن بوعلي | 2279                      | 23.12%                       | 3731                       | 41.56%                        |
| سمير الخادم      | 2220                      | 22.52%                       |                            |                               |
| رائد الأحمد      | 954                       | 9.68%                        |                            |                               |
| محمد العمادي     | 762                       | 7.73%                        |                            |                               |
| مبارك مخيمر      | 271                       | 2.75%                        |                            |                               |
| طلال محمد        | 196                       | 1.99%                        |                            |                               |
| عبد الله بوغمار  | 151                       | 1.53%                        |                            |                               |

### محافظة الشمالية
| الاسم           | عدد الأصوات الجولة الأولى | النسبة المئوية الجولة الأولى | عدد الأصوات الجولة الثانية | النسبة المئوية الجولة الثانية |
| --------------- | ------------------------- | ---------------------------- | -------------------------- | ----------------------------- |
| كلثم الحايكي    | 958                       | 38.23%                       | 838                        | 58.77%                        |
| حبيب شبيب       | 649                       | 25.90%                       | 588                        | 41.23%                        |
| محمد عبد الوهاب | 471                       | 18.79%                       |                            |                               |
| ابتسام العصفور  | 428                       | 17.08%                       |                            |                               |

| الاسم        | عدد الأصوات الجولة الأولى | النسبة المئوية الجولة الأولى | عدد الأصوات الجولة الثانية | النسبة المئوية الجولة الثانية |
| ------------ | ------------------------- | ---------------------------- | -------------------------- | ----------------------------- |
| فاطمة عباس   | 766                       | 51.58%                       |                            |                               |
| محمد شهاب    | 620                       | 41.75%                       |                            |                               |
| فاضل الدرازي | 99                        | 6.67%                        |                            |                               |

| الاسم            | عدد الأصوات الجولة الأولى | النسبة المئوية الجولة الأولى | عدد الأصوات الجولة الثانية | النسبة المئوية الجولة الثانية |
| ---------------- | ------------------------- | ---------------------------- | -------------------------- | ----------------------------- |
| عبد الله الدوسري | 1614                      | 36.17%                       | 2409                       | 61.34%                        |
| حافظ الدوسري     | 950                       | 21.29%                       | 1518                       | 38.66%                        |
| حمد الدوسري      | 686                       | 15.37%                       |                            |                               |
| خالد القعود      | 561                       | 12.57%                       |                            |                               |
| خالد الخالدي     | 316                       | 7.08%                        |                            |                               |
| عادل الدوسري     | 198                       | 4.44%                        |                            |                               |
| علي المعمري      | 137                       | 3.07%                        |                            |                               |

| الاسم                | عدد الأصوات الجولة الأولى | النسبة المئوية الجولة الأولى | عدد الأصوات الجولة الثانية | النسبة المئوية الجولة الثانية |
| -------------------- | ------------------------- | ---------------------------- | -------------------------- | ----------------------------- |
| غازي آل رحمة         | 1103                      | 20.82%                       | 2456                       | 55.59%                        |
| نضال الشوملي         | 743                       | 14.03%                       | 1962                       | 44.41%                        |
| سلمان محسن           | 582                       | 10.99%                       |                            |                               |
| أمل سلمان            | 558                       | 10.53%                       |                            |                               |
| عمار عواجي           | 396                       | 7.48%                        |                            |                               |
| علي معيوف            | 365                       | 6.89%                        |                            |                               |
| محسن آل عصفور        | 318                       | 6.00%                        |                            |                               |
| عبد الجبار العويناتي | 259                       | 4.89%                        |                            |                               |
| جهاد المؤمن          | 243                       | 4.59%                        |                            |                               |
| إبراهيم آل شهاب      | 142                       | 2.68%                        |                            |                               |
| السيد عادل العلوي    | 119                       | 2.25%                        |                            |                               |
| محمد الصباغ          | 107                       | 2.02%                        |                            |                               |
| فواز الأمين          | 104                       | 1.96%                        |                            |                               |
| سهيلة حاجي           | 100                       | 1.89%                        |                            |                               |
| خالد بوجيري          | 70                        | 1.32%                        |                            |                               |
| محمد يوسف            | 66                        | 1.25%                        |                            |                               |
| نبيل أحمد            | 22                        | 0.42%                        |                            |                               |

| الاسم           | عدد الأصوات الجولة الأولى | النسبة المئوية الجولة الأولى | عدد الأصوات الجولة الثانية | النسبة المئوية الجولة الثانية |
| --------------- | ------------------------- | ---------------------------- | -------------------------- | ----------------------------- |
| السيد فلاح هاشم | 470                       | 11.24%                       | 1417                       | 51.79%                        |
| أحمد يوسف       | 776                       | 18.56%                       | 1319                       | 48.21%                        |
| مريم الرويعي    | 440                       | 10.53%                       |                            |                               |
| زهرة العصفور    | 391                       | 9.35%                        |                            |                               |
| جميل الرويعي    | 389                       | 9.31%                        |                            |                               |
| علي محسن        | 380                       | 9.09%                        |                            |                               |
| علي آل عمران    | 321                       | 7.68%                        |                            |                               |
| لؤي كمال الدين  | 225                       | 5.38%                        |                            |                               |
| ماجد سراج       | 189                       | 4.52%                        |                            |                               |
| عادل بوخوة      | 148                       | 3.54%                        |                            |                               |
| محمد بوشهري     | 119                       | 2.85%                        |                            |                               |
| محمد فردان      | 96                        | 2.30%                        |                            |                               |
| حسين قاهري      | 64                        | 1.53%                        |                            |                               |
| نادر أحمد       | 58                        | 1.39%                        |                            |                               |
| جاسم محمد       | 46                        | 1.10%                        |                            |                               |
| نبيل إبراهيم    | 35                        | 0.84%                        |                            |                               |
| علي العريض      | 33                        | 0.79%                        |                            |                               |

| الاسم               | عدد الأصوات الجولة الأولى | النسبة المئوية الجولة الأولى | عدد الأصوات الجولة الثانية | النسبة المئوية الجولة الثانية |
| ------------------- | ------------------------- | ---------------------------- | -------------------------- | ----------------------------- |
| عبد النبي سلمان     | 2662                      | 56.20%                       |                            |                               |
| عبد الله عبد الحميد | 744                       | 15.71%                       |                            |                               |
| علي حسن             | 517                       | 10.91%                       |                            |                               |
| رقية الغسرة         | 360                       | 7.60%                        |                            |                               |
| سعيد حسن            | 213                       | 4.50%                        |                            |                               |
| ميثم الدغاس         | 119                       | 2.51%                        |                            |                               |
| عبد الجليل سلمان    | 84                        | 1.77%                        |                            |                               |
| حميد عبد الرضا      | 38                        | 0.80%                        |                            |                               |
| لمياء معتوق         | منسحبة                    | 0.00%                        |                            |                               |

| الاسم            | عدد الأصوات الجولة الأولى | النسبة المئوية الجولة الأولى | عدد الأصوات الجولة الثانية | النسبة المئوية الجولة الثانية |
| ---------------- | ------------------------- | ---------------------------- | -------------------------- | ----------------------------- |
| أحمد الدمستاني   | 1026                      | 23.32%                       | 1508                       | 52.11%                        |
| منير سرور        | 759                       | 17.25%                       | 1386                       | 47.89%                        |
| لطيفة المير      | 643                       | 14.62%                       |                            |                               |
| السيد مجيد جعفر  | 589                       | 13.39%                       |                            |                               |
| علي الجاسم       | 387                       | 8.80%                        |                            |                               |
| علي سكران        | 336                       | 7.64%                        |                            |                               |
| إبراهيم المطوع   | 314                       | 7.14%                        |                            |                               |
| مجيد أديب        | 257                       | 5.84%                        |                            |                               |
| السيد فتحي محمود | 88                        | 2.00%                        |                            |                               |

| الاسم              | عدد الأصوات الجولة الأولى | النسبة المئوية الجولة الأولى | عدد الأصوات الجولة الثانية | النسبة المئوية الجولة الثانية |
| ------------------ | ------------------------- | ---------------------------- | -------------------------- | ----------------------------- |
| عبد الله الذوادي   | 1912                      | 26.35%                       | 4166                       | 63.90%                        |
| عبد الرحمن النجدي  | 976                       | 13.45%                       | 2354                       | 36.10%                        |
| خالد المناصير      | 873                       | 12.03%                       |                            |                               |
| غادة الحلو         | 859                       | 11.84%                       |                            |                               |
| عيسى تركي          | 797                       | 10.98%                       |                            |                               |
| محمد بالشوك        | 627                       | 8.64%                        |                            |                               |
| عبد الرحمن الخالدي | 461                       | 6.35%                        |                            |                               |
| حفصة غريب          | 457                       | 6.30%                        |                            |                               |
| مشعي الدوسري       | 294                       | 4.05%                        |                            |                               |

| الاسم                 | عدد الأصوات الجولة الأولى | النسبة المئوية الجولة الأولى | عدد الأصوات الجولة الثانية | النسبة المئوية الجولة الثانية |
| --------------------- | ------------------------- | ---------------------------- | -------------------------- | ----------------------------- |
| يوسف زينل             | 1570                      | 22.16%                       | 3186                       | 56.28%                        |
| عباس العماني          | 1510                      | 21.31%                       | 2475                       | 43.72%                        |
| حسن العلوي            | 1493                      | 21.07%                       |                            |                               |
| لطيفة يوسف            | 858                       | 12.11%                       |                            |                               |
| عبد الحميد عبد الحسين | 563                       | 7.95%                        |                            |                               |
| عبد الله العالي       | 542                       | 7.65%                        |                            |                               |
| عبد الحميد عبد الغفار | 468                       | 6.61%                        |                            |                               |
| جميل ناصر             | 81                        | 1.14%                        |                            |                               |

| الاسم           | عدد الأصوات الجولة الأولى | النسبة المئوية الجولة الأولى | عدد الأصوات الجولة الثانية | النسبة المئوية الجولة الثانية |
| --------------- | ------------------------- | ---------------------------- | -------------------------- | ----------------------------- |
| باسم المالكي    | 2093                      | 22.45%                       | 4938                       | 57.25%                        |
| محمد العمادي    | 2468                      | 26.48%                       | 3687                       | 42.75%                        |
| جميل داد        | 1368                      | 14.68%                       |                            |                               |
| عبد الله البكري | 1327                      | 14.24%                       |                            |                               |
| هشام ربيعه      | 1266                      | 13.58%                       |                            |                               |
| أحمد يوسف       | 544                       | 5.84%                        |                            |                               |
| منصور حبيل      | 202                       | 2.17%                        |                            |                               |
| فؤاد المنصوري   | 53                        | 0.57%                        |                            |                               |

| الاسم       | عدد الأصوات الجولة الأولى | النسبة المئوية الجولة الأولى | عدد الأصوات الجولة الثانية | النسبة المئوية الجولة الثانية |
| ----------- | ------------------------- | ---------------------------- | -------------------------- | ----------------------------- |
| محمد بوحمود | 2983                      | 40.03%                       | 3731                       | 59.61%                        |
| علي الفضلي  | 2008                      | 26.95%                       | 2528                       | 40.39%                        |
| جمال داود   | 1364                      | 18.31%                       |                            |                               |
| زيد العنزي  | 1096                      | 14.71%                       |                            |                               |

| الاسم          | عدد الأصوات الجولة الأولى | النسبة المئوية الجولة الأولى | عدد الأصوات الجولة الثانية | النسبة المئوية الجولة الثانية |
| -------------- | ------------------------- | ---------------------------- | -------------------------- | ----------------------------- |
| محمود البحراني | 1953                      | 31.90%                       | 2590                       | 56.49%                        |
| مريم مدن       | 1143                      | 18.67%                       | 1995                       | 43.51%                        |
| مراد الحسوني   | 752                       | 12.28%                       |                            |                               |
| محمد جاسم      | 541                       | 8.84%                        |                            |                               |
| حسين الخياط    | 466                       | 7.61%                        |                            |                               |
| عادل عبد العال | 414                       | 6.76%                        |                            |                               |
| عبد الله محمد  | 358                       | 5.85%                        |                            |                               |
| إياد محمد      | 216                       | 3.53%                        |                            |                               |
| حسن عطية       | 188                       | 3.07%                        |                            |                               |
| علي فردان      | 91                        | 1.49%                        |                            |                               |

### محافظة الجنوبية
| الاسم            | عدد الأصوات الجولة الأولى | النسبة المئوية الجولة الأولى | عدد الأصوات الجولة الثانية | النسبة المئوية الجولة الثانية |
| ---------------- | ------------------------- | ---------------------------- | -------------------------- | ----------------------------- |
| أحمد العامر      | 1602                      | 28.46%                       | 2871                       | 56.92%                        |
| نسرين معروف      | 1659                      | 29.47%                       | 2173                       | 43.08%                        |
| دعيج الذوادي     | 1150                      | 20.43%                       |                            |                               |
| عدنان المالكي    | 856                       | 15.21%                       |                            |                               |
| محمد مطر         | 236                       | 4.19%                        |                            |                               |
| أنور قمبر        | 67                        | 1.19%                        |                            |                               |
| عبد الرزاق الشيخ | 59                        | 1.05%                        |                            |                               |

| الاسم        | عدد الأصوات الجولة الأولى | النسبة المئوية الجولة الأولى | عدد الأصوات الجولة الثانية | النسبة المئوية الجولة الثانية |
| ------------ | ------------------------- | ---------------------------- | -------------------------- | ----------------------------- |
| عيسى القاضي  | 2802                      | 47.52%                       | 3312                       | 64.46%                        |
| محمد الأحمد  | 1569                      | 26.61%                       | 1826                       | 35.54%                        |
| محمد الزياني | 624                       | 10.58%                       |                            |                               |
| محمد الراشد  | 581                       | 9.85%                        |                            |                               |
| حسن الدوسري  | 321                       | 5.44%                        |                            |                               |

| الاسم         | عدد الأصوات الجولة الأولى | النسبة المئوية الجولة الأولى | عدد الأصوات الجولة الثانية | النسبة المئوية الجولة الثانية |
| ------------- | ------------------------- | ---------------------------- | -------------------------- | ----------------------------- |
| أحمد الأنصاري | 3784                      | 54.90%                       |                            |                               |
| عادل اليحيى   | 1803                      | 26.16%                       |                            |                               |
| محمد الحوسني  | 1305                      | 18.93%                       |                            |                               |

| الاسم            | عدد الأصوات الجولة الأولى | النسبة المئوية الجولة الأولى | عدد الأصوات الجولة الثانية | النسبة المئوية الجولة الثانية |
| ---------------- | ------------------------- | ---------------------------- | -------------------------- | ----------------------------- |
| علي زايد         | 1856                      | 21.11%                       | 4312                       | 56.01%                        |
| محمد المعرفي     | 1561                      | 17.75%                       | 3387                       | 43.99%                        |
| أحمد عبد الله    | 1353                      | 15.39%                       |                            |                               |
| أنس بومطيع       | 1341                      | 15.25%                       |                            |                               |
| راشد آل بن علي   | 820                       | 9.33%                        |                            |                               |
| صلاح الرواحي     | 820                       | 9.33%                        |                            |                               |
| سلمان السلمان    | 332                       | 3.78%                        |                            |                               |
| أحمد النعيمي     | 258                       | 2.93%                        |                            |                               |
| فيصل البوفلاح    | 227                       | 2.58%                        |                            |                               |
| عبد الله الرويعي | 99                        | 1.13%                        |                            |                               |
| ميثم ربيعي       | 76                        | 0.86%                        |                            |                               |
| حسن البلوشي      | 49                        | 0.56%                        |                            |                               |

| الاسم        | عدد الأصوات الجولة الأولى | النسبة المئوية الجولة الأولى | عدد الأصوات الجولة الثانية | النسبة المئوية الجولة الثانية |
| ------------ | ------------------------- | ---------------------------- | -------------------------- | ----------------------------- |
| فوزية زينل   | 4570                      | 53.47%                       |                            |                               |
| خليفة الغانم | 2492                      | 29.16%                       |                            |                               |
| محمد موسى    | 659                       | 7.71%                        |                            |                               |
| خليفة اليامي | 589                       | 6.89%                        |                            |                               |
| عصام الخياط  | 237                       | 2.77%                        |                            |                               |

| الاسم           | عدد الأصوات الجولة الأولى | النسبة المئوية الجولة الأولى | عدد الأصوات الجولة الثانية | النسبة المئوية الجولة الثانية |
| --------------- | ------------------------- | ---------------------------- | -------------------------- | ----------------------------- |
| عبد الرزاق حطاب | 2765                      | 38.89%                       | 3711                       | 58.82%                        |
| محمد درويش      | 1431                      | 20.13%                       | 2598                       | 41.18%                        |
| محمد الكويتي    | 1113                      | 15.66%                       |                            |                               |
| نادية العمر     | 566                       | 7.96%                        |                            |                               |
| إبراهيم المناعي | 531                       | 7.47%                        |                            |                               |
| وليد السريهيد   | 254                       | 3.57%                        |                            |                               |
| جمال بوحسن      | 233                       | 3.28%                        |                            |                               |
| حمد حربي        | 123                       | 1.73%                        |                            |                               |
| ناظم هاشم       | 93                        | 1.31%                        |                            |                               |

| الاسم        | عدد الأصوات الجولة الأولى | النسبة المئوية الجولة الأولى | عدد الأصوات الجولة الثانية | النسبة المئوية الجولة الثانية |
| ------------ | ------------------------- | ---------------------------- | -------------------------- | ----------------------------- |
| علي النعيمي  | 1956                      | 28.07%                       | 3267                       | 52.81%                        |
| أحمد التميمي | 1225                      | 17.58%                       | 2919                       | 47.19%                        |
| خليفة القعود | 1130                      | 16.22%                       |                            |                               |
| محمد الغتم   | 1100                      | 15.79%                       |                            |                               |
| عالية الجنيد | 870                       | 12.49%                       |                            |                               |
| لطيفة القعود | 339                       | 4.87%                        |                            |                               |
| رؤى الحايكي  | 215                       | 3.09%                        |                            |                               |
| سامي محمد    | 133                       | 1.91%                        |                            |                               |

| الاسم            | عدد الأصوات الجولة الأولى | النسبة المئوية الجولة الأولى | عدد الأصوات الجولة الثانية | النسبة المئوية الجولة الثانية |
| ---------------- | ------------------------- | ---------------------------- | -------------------------- | ----------------------------- |
| محمد البوعينين   | 3984                      | 63.28%                       |                            |                               |
| محمد عباد        | 1309                      | 20.78%                       |                            |                               |
| وليد الذوادي     | 440                       | 6.99%                        |                            |                               |
| جاسم الرميحي     | 343                       | 5.45%                        |                            |                               |
| عبد الله التميمي | 222                       | 3.52%                        |                            |                               |

| الاسم        | عدد الأصوات الجولة الأولى | النسبة المئوية الجولة الأولى | عدد الأصوات الجولة الثانية | النسبة المئوية الجولة الثانية |
| ------------ | ------------------------- | ---------------------------- | -------------------------- | ----------------------------- |
| بدر الدوسري  | 1480                      | 35.20%                       | 2288                       | 57.13%                        |
| نوار المطوع  | 1758                      | 41.81%                       | 1717                       | 42.87%                        |
| يوسف الدوسري | 465                       | 11.06%                       |                            |                               |
| سعد التنيب   | 357                       | 8.49%                        |                            |                               |
| ناصر الزعبي  | 145                       | 3.45%                        |                            |                               |

| الاسم        | عدد الأصوات الجولة الأولى | النسبة المئوية الجولة الأولى | عدد الأصوات الجولة الثانية | النسبة المئوية الجولة الثانية |
| ------------ | ------------------------- | ---------------------------- | -------------------------- | ----------------------------- |
| عيسى الدوسري | 539                       | 83.31%                       |                            |                               |
| خالد الدوسري | 108                       | 16.69%                       |                            |                               |

## نتائج الانتخابات البلدية

### محافظة المحرق
| الاسم           | عدد الأصوات الجولة الأولى | النسبة المئوية الجولة الأولى | عدد الأصوات الجولة الثانية | النسبة المئوية الجولة الثانية |
| --------------- | ------------------------- | ---------------------------- | -------------------------- | ----------------------------- |
| وحيد المناعي    | 2655                      | 32.49%                       | 4165                       | 54.05%                        |
| عبد الله السهلي | 2594                      | 31.74%                       | 3541                       | 45.95%                        |
| عبد الله علي    | 2323                      | 28.42%                       |                            |                               |
| جمال عبد الرحمن | 367                       | 4.49%                        |                            |                               |
| خالد بوعلاي     | 234                       | 2.86%                        |                            |                               |

| الاسم           | عدد الأصوات الجولة الأولى | النسبة المئوية الجولة الأولى | عدد الأصوات الجولة الثانية | النسبة المئوية الجولة الثانية |
| --------------- | ------------------------- | ---------------------------- | -------------------------- | ----------------------------- |
| حسن الدوي       | 2981                      | 50.27%                       |                            |                               |
| وليد عبد الرحمن | 1127                      | 19.01%                       |                            |                               |
| أنور البلوشي    | 968                       | 16.32%                       |                            |                               |
| نبيل عريفي      | 482                       | 8.13%                        |                            |                               |
| أحمد الحداد     | 372                       | 6.27%                        |                            |                               |

| الاسم            | عدد الأصوات الجولة الأولى | النسبة المئوية الجولة الأولى | عدد الأصوات الجولة الثانية | النسبة المئوية الجولة الثانية |
| ---------------- | ------------------------- | ---------------------------- | -------------------------- | ----------------------------- |
| باسم مجدمي       | 1293                      | 23.11%                       | 3292                       | 63.59%                        |
| محمد حمادة       | 1582                      | 28.28%                       | 1885                       | 36.41%                        |
| عبد القادر محمود | 1206                      | 21.56%                       |                            |                               |
| خالد الجابر      | 471                       | 8.42%                        |                            |                               |
| راشد السندي      | 466                       | 8.33%                        |                            |                               |
| يحيى الشيخ       | 307                       | 5.49%                        |                            |                               |
| محمد إبراهيم     | 269                       | 4.81%                        |                            |                               |

| الاسم          | عدد الأصوات الجولة الأولى | النسبة المئوية الجولة الأولى | عدد الأصوات الجولة الثانية | النسبة المئوية الجولة الثانية |
| -------------- | ------------------------- | ---------------------------- | -------------------------- | ----------------------------- |
| غازي المرباطي  | 2633                      | 43.77%                       | 3170                       | 61.78%                        |
| فيصل العباسي   | 1265                      | 21.03%                       | 1961                       | 38.22%                        |
| ليالي حسين     | 1121                      | 18.63%                       |                            |                               |
| يوسف العامر    | 735                       | 12.22%                       |                            |                               |
| فهد عبد الرزاق | 262                       | 4.36%                        |                            |                               |

| الاسم          | عدد الأصوات الجولة الأولى | النسبة المئوية الجولة الأولى | عدد الأصوات الجولة الثانية | النسبة المئوية الجولة الثانية |
| -------------- | ------------------------- | ---------------------------- | -------------------------- | ----------------------------- |
| صالح بوهزاع    | 2744                      | 30.66%                       | 4762                       | 57.78%                        |
| أنور الحريري   | 2526                      | 28.22%                       | 3479                       | 42.22%                        |
| رمضان ملا بخيت | 2025                      | 22.62%                       |                            |                               |
| أحمد محمود     | 1249                      | 13.95%                       |                            |                               |
| طارق محمد      | 407                       | 4.55%                        |                            |                               |

| الاسم      | عدد الأصوات الجولة الأولى | النسبة المئوية الجولة الأولى | عدد الأصوات الجولة الثانية | النسبة المئوية الجولة الثانية |
| ---------- | ------------------------- | ---------------------------- | -------------------------- | ----------------------------- |
| فاضل العود | 1905                      | 72.02%                       |                            |                               |
| علي النصوح | 740                       | 27.98%                       |                            |                               |

| الاسم        | عدد الأصوات الجولة الأولى | النسبة المئوية الجولة الأولى | عدد الأصوات الجولة الثانية | النسبة المئوية الجولة الثانية |
| ------------ | ------------------------- | ---------------------------- | -------------------------- | ----------------------------- |
| أحمد المقهوي | 5069                      | 44.30%                       | 7099                       | 69.08%                        |
| عادل الجار   | 2540                      | 22.20%                       | 3177                       | 30.92%                        |
| حنان عربي    | 1830                      | 15.99%                       |                            |                               |
| علي الساعي   | 1334                      | 11.66%                       |                            |                               |
| علي النايم   | 669                       | 5.85%                        |                            |                               |

| الاسم             | عدد الأصوات الجولة الأولى | النسبة المئوية الجولة الأولى | عدد الأصوات الجولة الثانية | النسبة المئوية الجولة الثانية |
| ----------------- | ------------------------- | ---------------------------- | -------------------------- | ----------------------------- |
| عبد العزيز الكعبي | 5037                      | 51.52%                       |                            |                               |
| عبد الله الحرمي   | 2931                      | 29.98%                       |                            |                               |
| رمزي الجلاليف     | 1808                      | 18.49%                       |                            |                               |

### محافظة الشمالية
| الاسم             | عدد الأصوات الجولة الأولى | النسبة المئوية الجولة الأولى | عدد الأصوات الجولة الثانية | النسبة المئوية الجولة الثانية |
| ----------------- | ------------------------- | ---------------------------- | -------------------------- | ----------------------------- |
| السيد شبر الوداعي | 808                       | 30.59%                       | 857                        | 58.74%                        |
| ياسر نصيف         | 539                       | 20.41%                       | 602                        | 41.26%                        |
| علي الشويخ        | 449                       | 17.00%                       |                            |                               |
| علي المحاري       | 366                       | 13.86%                       |                            |                               |
| محمد عصفور        | 357                       | 13.52%                       |                            |                               |
| عبد الرزاق أحمد   | 122                       | 4.62%                        |                            |                               |

| الاسم         | عدد الأصوات الجولة الأولى | النسبة المئوية الجولة الأولى | عدد الأصوات الجولة الثانية | النسبة المئوية الجولة الثانية |
| ------------- | ------------------------- | ---------------------------- | -------------------------- | ----------------------------- |
| بدرية إبراهيم | تزكية                     |                              |                            |                               |

| الاسم              | عدد الأصوات الجولة الأولى | النسبة المئوية الجولة الأولى | عدد الأصوات الجولة الثانية | النسبة المئوية الجولة الثانية |
| ------------------ | ------------------------- | ---------------------------- | -------------------------- | ----------------------------- |
| محمد الدوسري       | 1706                      | 39.41%                       | 2241                       | 58.41%                        |
| أحمد الدوسري       | 1358                      | 31.37%                       | 1596                       | 41.59%                        |
| محمد مسدو          | 677                       | 15.64%                       |                            |                               |
| حميد الهدار        | 432                       | 9.98%                        |                            |                               |
| عبد الجليل إبراهيم | 156                       | 3.60%                        |                            |                               |

| الاسم         | عدد الأصوات الجولة الأولى | النسبة المئوية الجولة الأولى | عدد الأصوات الجولة الثانية | النسبة المئوية الجولة الثانية |
| ------------- | ------------------------- | ---------------------------- | -------------------------- | ----------------------------- |
| فيصل شبيب     | 1459                      | 27.03%                       | 2287                       | 52.93%                        |
| لائقة إبراهيم | 1625                      | 30.11%                       | 2034                       | 47.07%                        |
| حمد إبراهيم   | 968                       | 17.94%                       |                            |                               |
| حمد الدوسري   | 848                       | 15.71%                       |                            |                               |
| صالح محمد     | 497                       | 9.21%                        |                            |                               |

| الاسم        | عدد الأصوات الجولة الأولى | النسبة المئوية الجولة الأولى | عدد الأصوات الجولة الثانية | النسبة المئوية الجولة الثانية |
| ------------ | ------------------------- | ---------------------------- | -------------------------- | ----------------------------- |
| أحمد الكوهجي | 1851                      | 45.69%                       | 1393                       | 51.31%                        |
| عيسى العصفور | 1013                      | 25.01%                       | 1322                       | 48.69%                        |
| حسين علي     | 612                       | 15.11%                       |                            |                               |
| علي مهدي     | 575                       | 14.19%                       |                            |                               |

| الاسم            | عدد الأصوات الجولة الأولى | النسبة المئوية الجولة الأولى | عدد الأصوات الجولة الثانية | النسبة المئوية الجولة الثانية |
| ---------------- | ------------------------- | ---------------------------- | -------------------------- | ----------------------------- |
| حسين العالي      | 1631                      | 35.69%                       | 1427                       | 56.31%                        |
| قاسم السماهيجي   | 951                       | 20.81%                       | 1107                       | 43.69%                        |
| هادي رمضان       | 883                       | 19.32%                       |                            |                               |
| حسين الخياط      | 419                       | 9.17%                        |                            |                               |
| السيد باقر حميد  | 247                       | 5.40%                        |                            |                               |
| حمد عبد الجبار   | 234                       | 5.12%                        |                            |                               |
| السيد أحمد محفوظ | 205                       | 4.49%                        |                            |                               |

| الاسم              | عدد الأصوات الجولة الأولى | النسبة المئوية الجولة الأولى | عدد الأصوات الجولة الثانية | النسبة المئوية الجولة الثانية |
| ------------------ | ------------------------- | ---------------------------- | -------------------------- | ----------------------------- |
| زينة جاسم          | 1900                      | 39.89%                       | 1448                       | 52.37%                        |
| علي صالح           | 946                       | 19.86%                       | 1317                       | 47.63%                        |
| إبراهيم عبد النبي  | 842                       | 17.68%                       |                            |                               |
| أحمد حسن           | 628                       | 13.18%                       |                            |                               |
| إبراهيم عبد العزيز | 447                       | 9.38%                        |                            |                               |

| الاسم       | عدد الأصوات الجولة الأولى | النسبة المئوية الجولة الأولى | عدد الأصوات الجولة الثانية | النسبة المئوية الجولة الثانية |
| ----------- | ------------------------- | ---------------------------- | -------------------------- | ----------------------------- |
| ياسين زينل  | 2564                      | 35.34%                       | 3316                       | 50.90%                        |
| رامي الكعبي | 1805                      | 24.88%                       | 3199                       | 49.10%                        |
| جاسم هجرس   | 1226                      | 16.90%                       |                            |                               |
| أحمد خليفة  | 767                       | 10.57%                       |                            |                               |
| أحمد عياش   | 475                       | 6.55%                        |                            |                               |
| خالد بورشيد | 419                       | 5.77%                        |                            |                               |

| الاسم          | عدد الأصوات الجولة الأولى | النسبة المئوية الجولة الأولى | عدد الأصوات الجولة الثانية | النسبة المئوية الجولة الثانية |
| -------------- | ------------------------- | ---------------------------- | -------------------------- | ----------------------------- |
| عبد الله مبارك | 2319                      | 33.89%                       | 3291                       | 58.80%                        |
| أحمد منصور     | 3154                      | 46.09%                       | 2306                       | 41.20%                        |
| عارف المران    | 1370                      | 20.02%                       |                            |                               |

| الاسم       | عدد الأصوات الجولة الأولى | النسبة المئوية الجولة الأولى | عدد الأصوات الجولة الثانية | النسبة المئوية الجولة الثانية |
| ----------- | ------------------------- | ---------------------------- | -------------------------- | ----------------------------- |
| محمد الظاعن | 4150                      | 45.78%                       | 5808                       | 68.07%                        |
| ناجح عبيد   | 2537                      | 27.98%                       | 2724                       | 31.93%                        |
| طه الجنيد   | 1588                      | 17.52%                       |                            |                               |
| كمال سعد    | 791                       | 8.72%                        |                            |                               |

| الاسم               | عدد الأصوات الجولة الأولى | النسبة المئوية الجولة الأولى | عدد الأصوات الجولة الثانية | النسبة المئوية الجولة الثانية |
| ------------------- | ------------------------- | ---------------------------- | -------------------------- | ----------------------------- |
| أحمد المناعي        | 2797                      | 36.98%                       | 3723                       | 59.30%                        |
| محمد حبيب           | 2321                      | 30.68%                       | 2555                       | 40.70%                        |
| علي إبراهيم         | 1087                      | 14.37%                       |                            |                               |
| عبد الرحمن عبد الله | 837                       | 11.07%                       |                            |                               |
| خليل إبراهيم        | 522                       | 6.90%                        |                            |                               |

| الاسم         | عدد الأصوات الجولة الأولى | النسبة المئوية الجولة الأولى | عدد الأصوات الجولة الثانية | النسبة المئوية الجولة الثانية |
| ------------- | ------------------------- | ---------------------------- | -------------------------- | ----------------------------- |
| زينب الدرازي  | 1375                      | 22.39%                       | 2769                       | 60.12%                        |
| جمال يوسف     | 1586                      | 25.83%                       | 1837                       | 39.88%                        |
| جاسم الفرساني | 816                       | 13.29%                       |                            |                               |
| عباس البحراني | 759                       | 12.36%                       |                            |                               |
| جميل يوسف     | 604                       | 9.84%                        |                            |                               |
| محمد آل حميد  | 555                       | 9.04%                        |                            |                               |
| علي عبد الله  | 446                       | 7.26%                        |                            |                               |

### محافظة الجنوبية
| الاسم       | عدد الأصوات الجولة الأولى | النسبة المئوية الجولة الأولى | عدد الأصوات الجولة الثانية | النسبة المئوية الجولة الثانية |
| ----------- | ------------------------- | ---------------------------- | -------------------------- | ----------------------------- |
| إيمان حمد   | 1692                      | 30.41%                       | 2632                       | 53.12%                        |
| جاسم بوحمود | 1140                      | 20.49%                       | 2323                       | 46.88%                        |
| صلاح الدرزي | 798                       | 14.34%                       |                            |                               |
| يوسف الحادي | 680                       | 12.22%                       |                            |                               |
| محمد سيف    | 460                       | 8.27%                        |                            |                               |
| نبيل الشنو  | 358                       | 6.43%                        |                            |                               |
| أحمد عرفة   | 167                       | 3.00%                        |                            |                               |
| محمد النجار | 162                       | 2.91%                        |                            |                               |
| خالد شويطر  | 107                       | 1.92%                        |                            |                               |

| الاسم          | عدد الأصوات الجولة الأولى | النسبة المئوية الجولة الأولى | عدد الأصوات الجولة الثانية | النسبة المئوية الجولة الثانية |
| -------------- | ------------------------- | ---------------------------- | -------------------------- | ----------------------------- |
| مال الله شاهين | 2351                      | 39.96%                       | 3013                       | 59.31%                        |
| محمد الخال     | 2116                      | 35.96%                       | 2067                       | 40.69%                        |
| حمد آل ثاني    | 1417                      | 24.08%                       |                            |                               |

| الاسم            | عدد الأصوات الجولة الأولى | النسبة المئوية الجولة الأولى | عدد الأصوات الجولة الثانية | النسبة المئوية الجولة الثانية |
| ---------------- | ------------------------- | ---------------------------- | -------------------------- | ----------------------------- |
| عبد الله إبراهيم | 3203                      | 47.14%                       | 2988                       | 52.50%                        |
| محمد الرفاعي     | 3086                      | 45.42%                       | 2703                       | 47.50%                        |
| عيسى سالمين      | 506                       | 7.45%                        |                            |                               |

| الاسم            | عدد الأصوات الجولة الأولى | النسبة المئوية الجولة الأولى | عدد الأصوات الجولة الثانية | النسبة المئوية الجولة الثانية |
| ---------------- | ------------------------- | ---------------------------- | -------------------------- | ----------------------------- |
| عمر عبد الرحمن   | 2934                      | 33.55%                       | 4659                       | 60.48%                        |
| عيسى الغرير      | 2050                      | 123.44%                      | 3044                       | 39.52%                        |
| خالد القعود      | 1605                      | 18.36%                       |                            |                               |
| عبد الرحمن أخوند | 929                       | 10.62%                       |                            |                               |
| محمد سالمين      | 675                       | 7.72%                        |                            |                               |
| مراد عمر         | 551                       | 6.30%                        |                            |                               |

| الاسم              | عدد الأصوات الجولة الأولى | النسبة المئوية الجولة الأولى | عدد الأصوات الجولة الثانية | النسبة المئوية الجولة الثانية |
| ------------------ | ------------------------- | ---------------------------- | -------------------------- | ----------------------------- |
| عبد اللطيف محمد    | 2813                      | 34.37%                       | 3682                       | 51.84%                        |
| خالد شاجره         | 2680                      | 32.74%                       | 3420                       | 48.16%                        |
| صالح أحمد          | 1174                      | 14.34%                       |                            |                               |
| عبد الرحمن آل حسين | 872                       | 10.65%                       |                            |                               |
| عبد الله محمد      | 646                       | 7.89%                        |                            |                               |

| الاسم          | عدد الأصوات الجولة الأولى | النسبة المئوية الجولة الأولى | عدد الأصوات الجولة الثانية | النسبة المئوية الجولة الثانية |
| -------------- | ------------------------- | ---------------------------- | -------------------------- | ----------------------------- |
| خالد جناحي     | 3451                      | 49.36%                       | 3766                       | 60.41%                        |
| إبراهيم أبوبكر | 1825                      | 26.10%                       | 2468                       | 39.59%                        |
| عيسى النجار    | 1716                      | 24.54%                       |                            |                               |

| الاسم           | عدد الأصوات الجولة الأولى | النسبة المئوية الجولة الأولى | عدد الأصوات الجولة الثانية | النسبة المئوية الجولة الثانية |
| --------------- | ------------------------- | ---------------------------- | -------------------------- | ----------------------------- |
| عبد الله بوبشيت | 3705                      | 54.51%                       |                            |                               |
| جمال جاسم       | 1100                      | 16.18%                       |                            |                               |
| وفاء بستكي      | 800                       | 11.77%                       |                            |                               |
| جميل النعيمي    | 599                       | 8.81%                        |                            |                               |
| طارق عيسى       | 426                       | 6.27%                        |                            |                               |
| يوسف أحمد       | 167                       | 2.46%                        |                            |                               |

| الاسم       | عدد الأصوات الجولة الأولى | النسبة المئوية الجولة الأولى | عدد الأصوات الجولة الثانية | النسبة المئوية الجولة الثانية |
| ----------- | ------------------------- | ---------------------------- | -------------------------- | ----------------------------- |
| بدر التميمي | 4642                      | 75.14%                       |                            |                               |
| علي الرميحي | 1536                      | 24.86%                       |                            |                               |

| الاسم       | عدد الأصوات الجولة الأولى | النسبة المئوية الجولة الأولى | عدد الأصوات الجولة الثانية | النسبة المئوية الجولة الثانية |
| ----------- | ------------------------- | ---------------------------- | -------------------------- | ----------------------------- |
| طلال ادهام  | 1184                      | 28.91%                       | 2096                       | 53.83%                        |
| ناصح الدخيل | 1529                      | 37.34%                       | 1798                       | 46.17%                        |
| محمد جعفر   | 699                       | 17.07%                       |                            |                               |
| محمد مبارك  | 683                       | 16.68%                       |                            |                               |

| الاسم        | عدد الأصوات الجولة الأولى | النسبة المئوية الجولة الأولى | عدد الأصوات الجولة الثانية | النسبة المئوية الجولة الثانية |
| ------------ | ------------------------- | ---------------------------- | -------------------------- | ----------------------------- |
| حزام الدوسري | تزكية                     |                              |                            |                               |